# Fichtelbergbahn
Fichtelbergbahn je označení úzkorozchodné trati o rozchodu 750 milimetrů vedoucí z Cranzahlu do Oberwiesenthalu. Trať vede střední částí Krušných hor v německém Sasku, v blízkosti hranic s Českou republikou.

## Historie
Stavba trati z Cranzahlu do Oberwiesenthalu byla plánována k zpřístupnění oblasti Fichtelbergu a Oberwiesenthalu i v souvislosti s otevřením trati Chemnitz – Chomutov v roce 1872. Výnosem saského Ministerstva financí v Drážďanech ze dne 22. srpna 1884 byly dány předpoklady pro přípravy stavby. Stavba samotná začala až 6. dubna 1896 a stavební práce skončily o rok a čtyři měsíce později. 20. července 1897 byla trať slavnostně otevřena. Do konce roku 1897 přepravila 67 756 osob a 57 psů. V následujících letech počty pasažérů vzrůstaly, také díky vzrůstajícímu zájmu turistů o tuto oblast Saska i jeho nejvyšší horu Fichtelberg.
Prudce se rozvíjela i nákladní doprava na trati. Do roku 1906 se náklad musel z nákladních vozů v Cranzahlu překládat. Poté však byly používány podvalníky a byly na ně nakládány celé vagóny. Ještě v roce 1990 se z vápenky a štěrkovny v Hammerunterwiesenthalu denně přepravovalo okolo 30 vagónů. Trať sloužila i k přepravě dřeva z lesů v oblasti.
Po roce 1990 ztratila trať svou pozici nejdůležitějšího turistického dopravce do oblasti nejvýše položeného města Německa. V roce 1992 byla zastavena nákladní doprava. Po roce 1994 tehdejší vlastník Deutsche Bahn AG postupně utlumoval dopravu a snažil se o privatizaci tratě. V roce 1997 po 100 letech existence se konaly týdenní oslavy. Součástí oslav byly i pravidelné jízdy vlaků. Odpovědní činitelé se dohodli o záměru převzetí trati do vlastnictví zemského okresu Annaberg.
K 1. červnu 1998 převzala trať od Deutsche Bahn AG nově založená společnost BVO Bahn GmbH, později přejmenovaná na Sächsische Dampfeisenbahngesellschaft. Ta provozuje v Sasku několik úzkorozchodných tratí a jejími zakladateli jsou zemské okresy Annaberg, Mittlerer Erzgebirgkreis a Aue-Schwarzenberg. V rámci změn se dráha přejmenovala na současný, ale už déle neoficiálně používaný a známý název Fichtelbergbahn. Tento název nesly na bocích krátce před změnou vlastníka i nákladní a osobní vagóny. Nový provozovatel dokázal z trati během krátké doby udělat trať „nadregionálního“ významu, orientovanou pouze na turistický ruch.
Především v zimním období tak železnice slouží svému původnímu účelu – přepravě lázeňských hostů, turistů i lyžařů z oblasti Neudorfu do Oberwiesenthalu – střediska zimních sportů na úbočích Fichtelbergu.

## Průběh trati

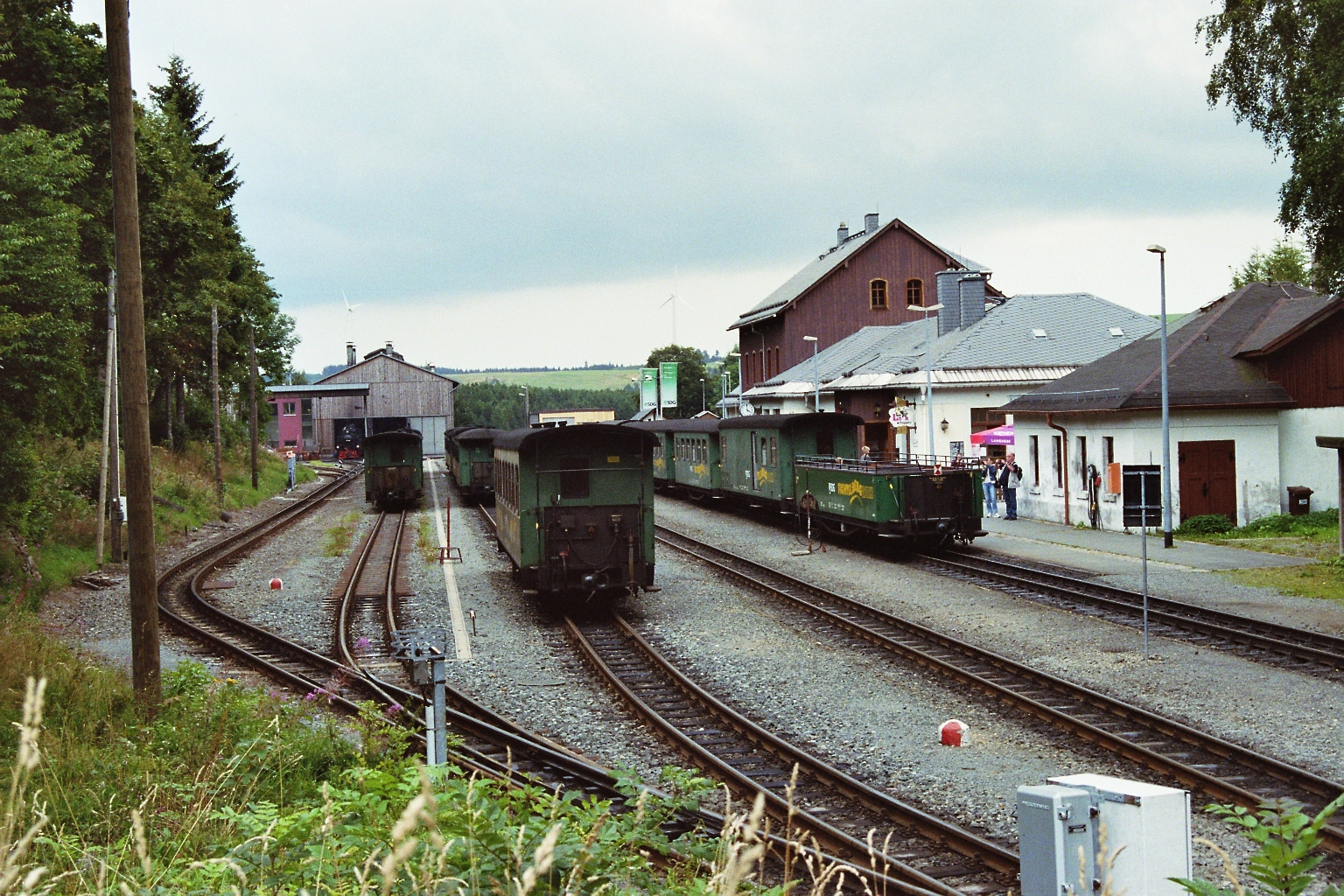
Nádraží stanice Oberwiesenthal

Výchozím bodem cesty je nádraží v Cranzahlu v nadmořské výšce 653 metrů. Nádražím prochází i trať normálního rozchodu Chemnitz – Vejprty a nástupiště je pro obě dráhy společné.
Úzkokolejka opouští nádraží směrovým obloukem vlevo a sleduje údolí Sehmatal po pravé straně. Následuje průjezd „dlouhou“ obcí Neudorf. První zastávkou zde je Unterneudorf, poté nádraží Neudorf a Vierenstraße. Vierenstraße je oblíbeným výchozím bodem místem pěších túr po této oblasti Krušných hor. Za zastávkou následuje nejvyšší stoupání trati se sklonem 1:27. Odtud dráha prochází hustým lesem až do následující stanice Kretscham-Rothensehma. Následují další dvě mírnější stoupání k rozvodí Polavy a zastávka Niederschlag. V dalším úseku se po mírnějším klesání trať dostává do údolí Polavy. Překračuje silnici Bundesstraße 95 a pokračuje podél státní hranice a říčky Polavy mírným stoupáním až do stanice Hammerunterwiesenthal a Unterwiesenthal. Za nimi je z trati pěkný výhled na Fichtelberg vpravo a Klínovec po levé straně dále nad údolím.
Po průjezdu křížením a přejezdem na silnici B 95 a následujícím mírným stoupáním se vlaky dostávají na velký ocelový viadukt s pilířovou konstrukcí a vjíždějí do konečné stanice Oberwiesenthal v nadmořské výšce 893,962 metrů (údaj na tabulce na nádražní budově).

## Používaná technika
V současnosti provozuje společnost BVO-Bahn pouze osobní dopravu s vlaky taženými pouze parními lokomotivami. Ve vlaku je i jídelní a zavazadlový vůz. Denně je v provozu na trati šest souprav. Pro potřeby turistických jízd převzala společnost od Deutsche Bahn AG parní lokomotivy řady 99 (označení: 099 772, 773, 785, 786, 789 a 794).

## Galerie

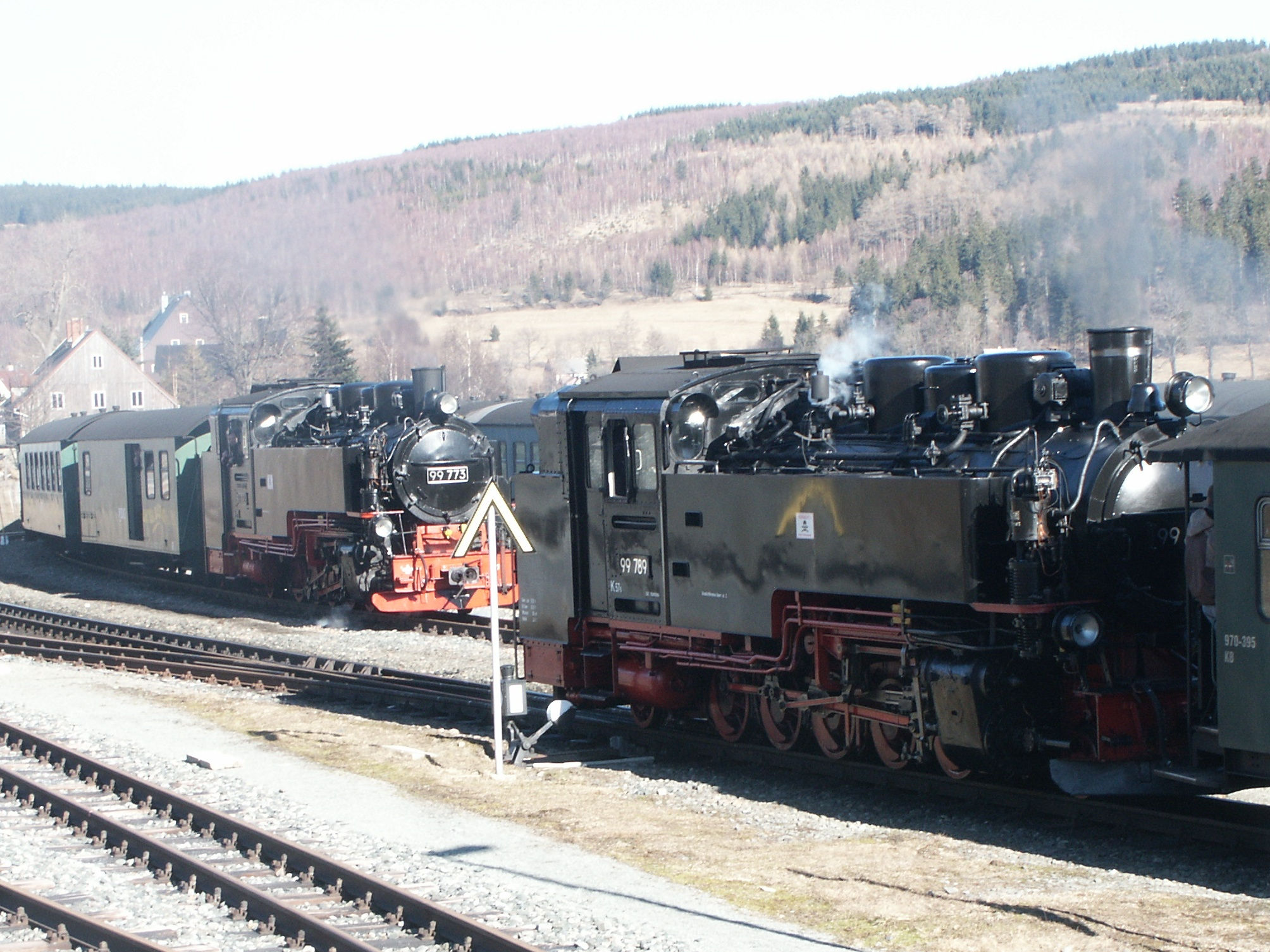
Křížení vlaků ve stanici Hammerunterwiesenthal
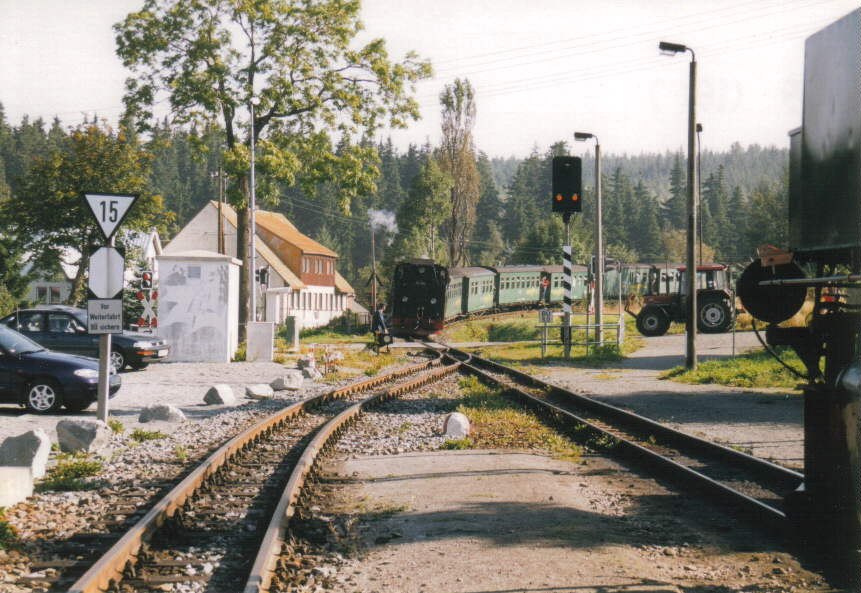
Křížení vlaků v obci Kretscham-Rothensehma
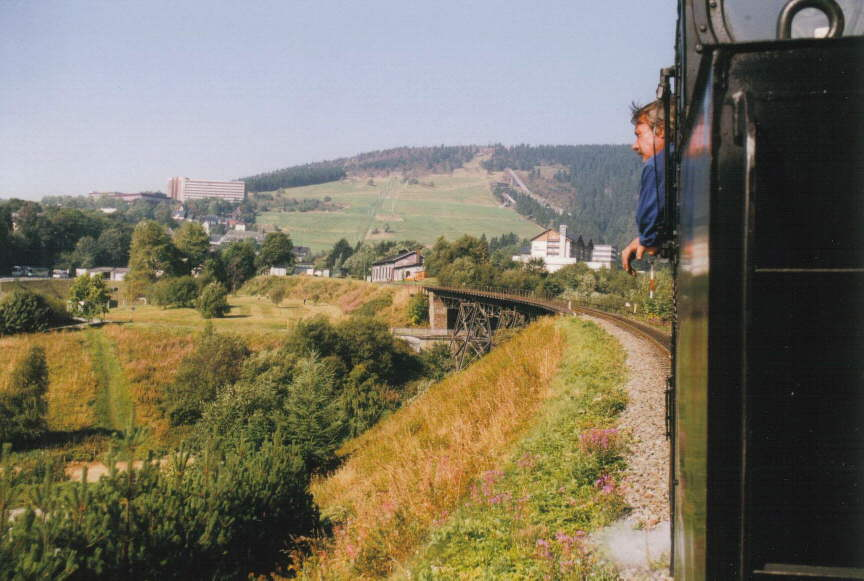
Fichtelbergbahn před Oberwiesenthalem, v oblouku trati pilířový viadukt
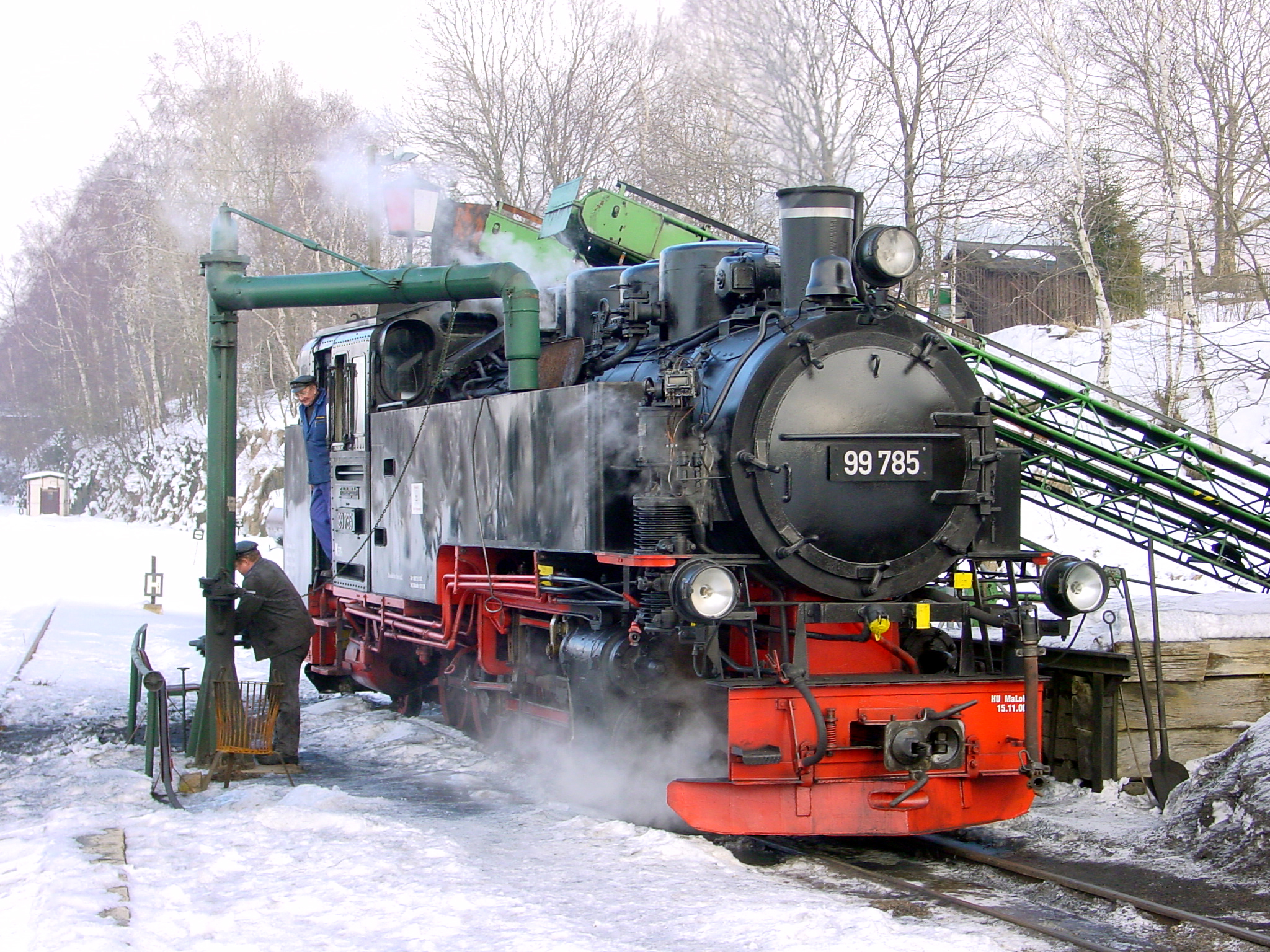
Lokomotiva 99 785 doplňující vodu ve stanici Cranzahl